# Strasburg (Dakota du Nord)
Pour les articles homonymes, voir Strasbourg (homonymie).
Strasburg est une ville située dans le comté d'Emmons, dans l’État du Dakota du Nord, aux États-Unis. Lors du recensement de 2010, sa population s’élevait à 409 habitants.

## Histoire
Strasburg a été fondée en 1902 par des immigrés germanophones et la paroisse élevée la même année par Mgr Vincent Wehrle.

## Démographie
| 1910 | 1920 | 1930 | 1940 | 1950 | 1960 |
| ---- | ---- | ---- | ---- | ---- | ---- |
| 273  | 653  | 695  | 994  | 733  | 612  |

| 1970 | 1980 | 1990 | 2000 | 2010 | - |
| ---- | ---- | ---- | ---- | ---- | - |
| 642  | 623  | 553  | 549  | 409  | - |